# 71e cérémonie des Tony Awards
La 71e cérémonie des Tony Awards a eu lieu le 11 juin 2017 au Radio City Music Hall de New York, après trois ans au Radio City Music Hall et fut retransmise en direct à la télévision sur CBS. La cérémonie a récompensé les productions de Broadway en cours pendant la saison 2016-2017 et avant le 27 avril 2017,.

## Cérémonie
Kevin Spacey a présenté la cérémonie pour la première fois.

### Présentateurs
Lors de la soirée, plusieurs personnalités se sont relayées pour annoncer les noms des gagnants dont :
- Rachel Bloom
- Scarlett Johansson
- Ron Duguay
- Scott Bakula et Sutton Foster
- Lea Salonga et Jon Jon Briones
- Tom Sturridge et Olivia Wilde
- Whoopi Goldberg
- Cynthia Erivo et John Legend
- Anna Kendrick
- Laurie Metcalf
- Sally Field
- David Oyelowo et Sarah Paulson
- Tommy Tune
- Bette Midler
- Patina Miller et Sara Bareilles
- Nick Kroll et John Mulaney
- Jennifer Elie
- Allison Janney et Christopher Jackson
- Uma Thurman
- Michelle Wilson
- Josh Gad
- Orlando Bloom
- Keegan-Michael Key
- John Lithgow
- Jill Biden
- Jonathan Groff et Brian d'Arcy James
- Stephen Colbert
- Mark Hamill
- Tina Fey
- Glenn Close
- Lin-Manuel Miranda, Michael Kelly, Kevin Spacey et Robin Wright[5],[6],[7].

## Palmarès
Les nominations ont été annoncés le 2 mai 2017 par Jane Krakowski et Christopher Jackson,.
| Meilleure pièce | Meilleure comédie musicale |
| --- | --- |
| - Oslo - A Doll's House, Part 2 - Indecent - Sweat | - Dear Evan Hansen - Come from Away - Groundhog Day - Natasha, Pierre & The Great Comet of 1812 |
| Meilleure reprise d'une pièce | Meilleure reprise d'une comédie musicale |
| - Jitney - The Little Foxes - Joyeux Chagrins - Six Degrees of Separation | - Hello, Dolly! - Falsettos - Miss Saigon |
| Meilleur acteur dans une pièce | Meilleure actrice dans une pièce |
| - Kevin Kline – Joyeux Chagrins dans le rôle de Garry Essendine - Denis Arndt – Heisenberg dans le rôle de Alex Priest - Chris Cooper – A Doll's House, Part 2 dans le rôle de Torvald Helmer - Corey Hawkins – Six Degrees of Separation dans le rôle de Paul - Jefferson Mays – Oslo dans le rôle de Terje Roed-Larsen                 | - Laurie Metcalf – A Doll's House, Part 2 dans le rôle de Nora Jorgensen - Cate Blanchett – Platonov dans le rôle d'Anna Petrovna - Jennifer Ehle – Oslo dans le rôle de Mona Juul - Sally Field – La Ménagerie de verre dans le rôle d'Amanda Wingfield - Laura Linney – The Little Foxes dans le rôle de Regina Hubbard Giddens            |
| Meilleur acteur dans une comédie musicale | Meilleure actrice dans une comédie musicale |
| - Ben Platt – Dear Evan Hansen dans le rôle d'Evan Hansen - Christian Borle – Falsettos dans le rôle de Marvin - Josh Groban – Natasha, Pierre & The Great Comet of 1812 dans le rôle de Pierre Bezukhov - Andy Karl – Groundhog Day dans le rôle de Phil Connors - David Hyde Pierce – Hello, Dolly! dans le rôle d'Horace Vandergelder | - Bette Midler – Hello, Dolly! dans le rôle de Dolly Gallagher Levi - Denée Benton – Natasha, Pierre & The Great Comet of 1812 dans le rôle de Natasha Rostova - Christine Ebersole – War Paint dans le rôle d'Elizabeth Arden - Patti LuPone – War Paint dans le rôle d'Helena Rubinstein - Eva Noblezada – Miss Saigon dans le rôle de Kim |
| Meilleur acteur de second rôle dans une pièce | Meilleure actrice de second rôle dans une pièce |
| - Michael Aronov – Oslo dans le rôle d'Uri Savir - Danny DeVito – The Price dans le rôle de Gregory Solomon - Nathan Lane – The Front Page dans le rôle de Walter Burns - Richard Thomas – The Little Foxes dans le rôle d'Horace Giddens - John Douglas Thompson – Jitney dans le rôle de Becker                                        | - Cynthia Nixon – The Little Foxes dans le rôle de Birdie Hubbard - Johanna Day – Sweat dans le rôle de Tracey - Jayne Houdyshell – A Doll's House, Part 2 dans le rôle d'Anne-Marie - Condola Rashād – A Doll's House, Part 2 dans le rôle d'Emmy Helmer - Michelle Wilson – Sweat dans le rôle de Cynthia                                  |
| Meilleur acteur de second rôle dans une comédie musicale | Meilleure actrice de second rôle dans une comédie musicale |
| - Gavin Creel – Hello, Dolly! dans le rôle de Cornelius Hackl - Mike Faist – Dear Evan Hansen dans le rôle de Connor Murphy - Andrew Rannells – Falsettos dans le rôle de Whizzer Brown - Lucas Steele – Natasha, Pierre & The Great Comet of 1812 dans le rôle d'Anatole Kuragin - Brandon Uranowitz – Falsettos dans le rôle de Mendel | - Rachel Bay Jones – Dear Evan Hansen dans le rôle d'Heidi Hansen - Kate Baldwin – Hello, Dolly! dans le rôle d'Irene Molloy - Stephanie J. Block – Falsettos dans le rôle de Trina - Jenn Colella – Come from Away dans le rôle d'Annette, Beverley Bass et les autres - Mary Beth Peil – Anastasia dans le rôle de Dagmar de Danemark      |
| Meilleur livret de comédie musicale | Meilleure partition originale |
| - Steven Levenson – Dear Evan Hansen - Dave Malloy – Natasha, Pierre & The Great Comet of 1812 - Danny Rubin – Groundhog Day - Irene Sankoff et David Hein – Come from Away | - Benj Pasek et Justin Paul – Dear Evan Hansen - Dave Malloy – Natasha, Pierre & The Great Comet of 1812 - Tim Minchin – Groundhog Day - Irene Sankoff et David Hein – Come from Away |
| Meilleurs décors pour une pièce | Meilleurs décors pour une comédie musicale |
| - Nigel Hook – The Play That Goes Wrong - David Gallo – Jitney - Douglas W. Schmidt – The Front Page - Michael Yeargan – Oslo | - Mimi Lien – Natasha, Pierre & The Great Comet of 1812 - Rob Howell – Groundhog Day - David Korins – War Paint - Santo Loquasto – Hello, Dolly! |
| Meilleurs costumes pour une pièce | Meilleurs costumes pour une comédie musicale |
| - Jane Greenwood – The Little Foxes - Susan Hilferty – Joyeux Chagrins - Toni-Leslie James – Jitney - David Zinn – A Doll's House, Part 2 | - Santo Loquasto – Hello, Dolly! - Linda Cho – Anastasia - Paloma Young – Natasha, Pierre & The Great Comet of 1812 - Catherine Zuber – War Paint |
| Meilleures lumières pour une pièce | Meilleures lumières pour une comédie musicale |
| - Christopher Akerlind – Indecent - Jane Cox – Jitney - Donald Holder – Oslo - Jennifer Tipton – A Doll's House, Part 2 | - Bradley King – Natasha, Pierre & The Great Comet of 1812 - Howell Binkley – Come from Away - Natasha Katz – Hello, Dolly! - Japhy Weideman – Dear Evan Hansen |
| Meilleure mise en scène pour une pièce | Meilleure mise en scène pour une comédie musicale |
| - Rebecca Taichman – Indecent - Sam Gold – A Doll's House, Part 2 - Ruben Santiago-Hudson – Jitney - Bartlett Sher – Oslo - Daniel Sullivan – The Little Foxes | - Christopher Ashley – Come from Away - Rachel Chavkin – Natasha, Pierre & The Great Comet of 1812 - Michael Greif – Dear Evan Hansen - Matthew Warchus – Groundhog Day - Jerry Zaks – Hello, Dolly! |
| Meilleure chorégraphie | Meilleure orchestration |
| - Andy Blankenbuehler – Bandstand - Peter Darling et Ellen Kane – Groundhog Day - Kelly Devine – Come from Away - Denis Jones – Holiday Inn - Sam Pinkleton – Natasha, Pierre & The Great Comet of 1812 | - Alex Lacamoire – Dear Evan Hansen - Bill Elliott et Greg Anthony Rassen – Bandstand - Larry Hochman – Hello, Dolly! - Dave Malloy – Natasha, Pierre & The Great Comet of 1812 |

## Autres récompenses
Le prix Tony Honors for Excellence in the Theatre a été décerné aux managers Nina Lannan et Alan Wasser.
Le Special Tony Award pour l'ensemble de sa carrière a été décerné à l'acteur James Earl Jones. Baayork Lee a reçu le prix Isabelle Stevenson Award.
Un Tony Award spécial a été remis à Gareth Fry et Pete Malkin pour le disign sonore de The Encounter.